# 打鼓泉乡
打鼓泉乡，是中华人民共和国湖南省张家界市桑植县下辖的一个乡镇级行政单位。

## 行政区划
打鼓泉乡下辖以下地区：
土兰溪村、王家湾村、赶塔村、金家坡村、穴虎洞村、小阜头村、打鼓泉村、陈家院村、黄家湾村、廖家院村、榆树坪村、二层界村和水田坪村。